# Friedrich Ludwig Dulon

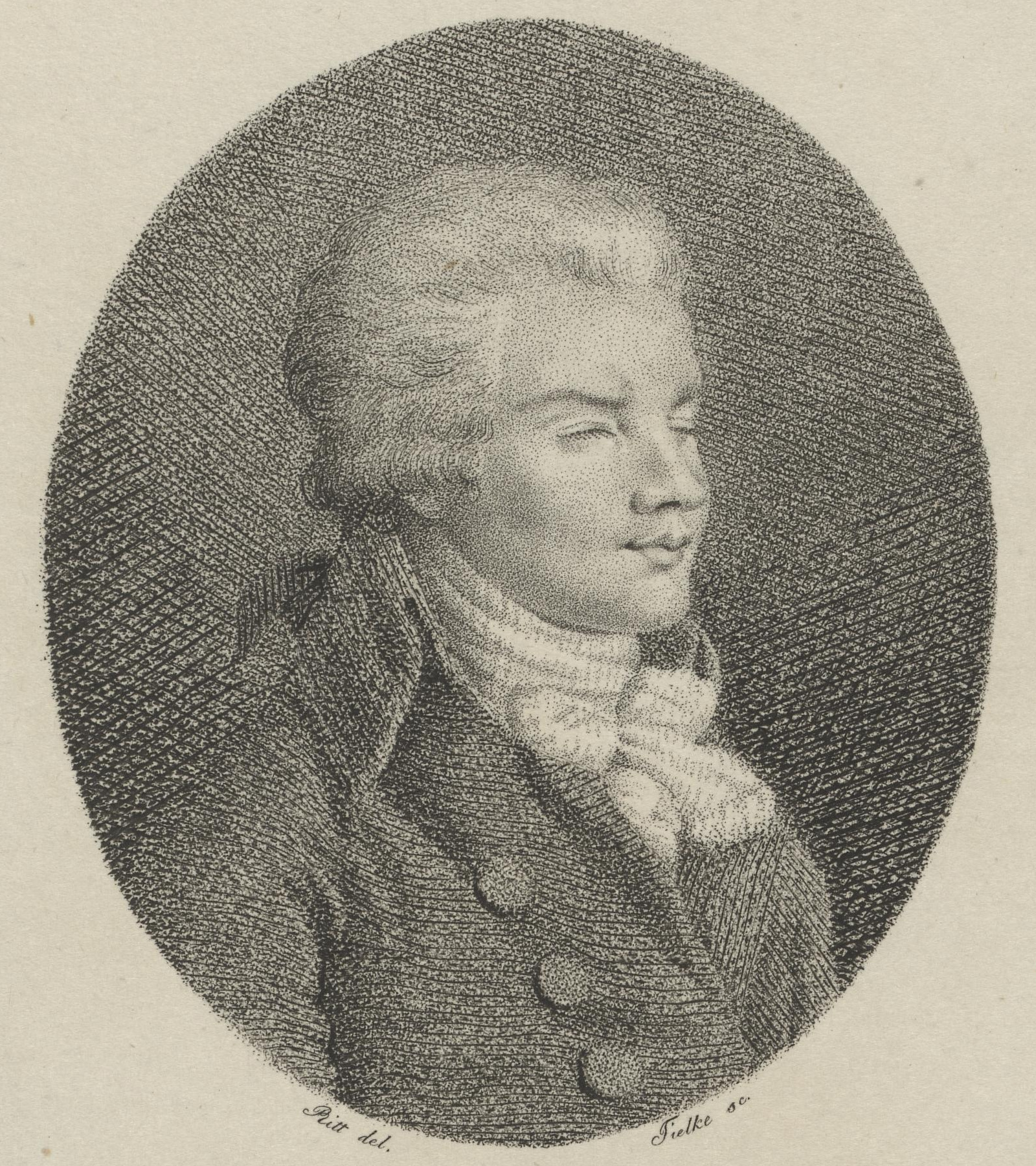
Friedrich Ludwig Dulon

Friedrich Ludwig Dulon (* 14. August 1769 in Oranienburg; † 7. Juli 1826 in Würzburg; Schreibweise des Nachnamens auch Dülon) war ein deutscher Flötist und Komponist. Seit früher Kindheit erblindet, zählte er zu den berühmtesten Flötenvirtuosen des ausgehenden 18. Jahrhunderts.

## Leben und Werk
Dulon, Sohn eines musikliebenden Steuerbeamten, verlor bereits in den ersten Lebenswochen infolge Fehlbehandlung durch einen Augenarzt seine Sehfähigkeit fast völlig (die Unterscheidung von Hell-Dunkel war ihm noch möglich). Sein Vater, der selber Flöte spielte, unterrichtete seinen Sohn anfangs selbst, dessen musikalische Begabung dadurch auffiel, dass er Flötenkonzerte von Quantz, die er von seinem Vater hörte, auf dem Kamm nachspielte. Später erhielt er zusätzlich Flötenunterricht von dem ebenfalls blinden Flötisten Joseph Winter und von dem Stendaler Organisten Angerstein Unterricht im Klavierspiel und Generalbass. Im Alter von 9 Jahren diktierte er erste eigene Kompositionen und trat ein Jahr später in Stendal solistisch auf. Bereits im Alter von 13 Jahren konzertierte Dulon, begleitet von seinem Vater, mit großem Erfolg in verschiedenen deutschen Städten. Sein Gedächtnis versetzte ihn in die Lage, vorgespielte Werke innerhalb weniger Stunden zu erlernen. Im Alter von 40 Jahren hatte er mehr als 300 Konzerte in seinem Repertoire.
Dulon war mit zahlreichen Musikern seiner Zeit bekannt. Johann Philipp Kirnberger und Carl Philipp Emanuel Bach setzten sich für Dulon ein und ermutigten ihn zur Komposition. Andererseits regte Dulons Spiel Carl Philipp Emanuel Bach selbst zur Komposition seiner Hamburger Sonate G-Dur Wq 133 an. Freundschaftlich verbunden war Dulon auch mit Karl Hermann Heinrich Benda (Konzertmeister an der kgl. Oper Potsdam, Sohn von Franz Benda) und Johann Georg Tromlitz. Im Sommer 1789 nahm Friedrich Hölderlin in Tübingen Flötenstunden bei Dulon. Schubart widmete Dulon ein 9-strophiges Gedicht „Dem blinden Flötenspieler Dülon auf die Reise“; dessen 1. Strophe lautet:
Du guter Dülon klage nicht,
Daß Nacht umflort dein Angesicht;
Hast du nicht tiefes Herzgefühl?
Nicht zauberisches Flötenspiel?
Nach Konzertreisen, die ihn bis in die Schweiz, nach Holland und England führten, wurde Dulon 1792 als „russisch-kaiserlicher Kammermusikus“ für ein Jahresgehalt von 1000 Rubel nach St. Petersburg engagiert. Auf einer seiner frühen Reisen muss der junge Friedrich Ludwig in Begleitung seines Vaters wohl auch in Rinteln/Weser konzertiert haben und machte dort die Bekanntschaft mit dem Stadtorganisten Matthäus Müller. Dieser vertonte einige Strophen des Schubartschen Gedichts im klassischen Stil für Sopran, Flöte und Klavier. Im Vorwort heißt es: „Dem vortrefflichen Flötenspieler Dûlon zu Ehren und immerwährenden Andenken in Musik gesetzt von M. Müller, Organist an St. Nicolai zu Rinteln“. Ein verschollenes Manuskript wurde erst in jüngster Zeit entdeckt und in einer Uraufführung am 29. Mai 2016 in der Barockkirche zu Garbsen-Osterwald zu Gehör gebracht.
Nach dem Tod des Vaters wurde seine Schwester seine Begleiterin. Auch in den ersten Jahren des 19. Jahrhunderts unternahm Dulon noch kleinere Konzertreisen und lebte ansonsten in Stendal und Würzburg. Der Dichter Christoph Martin Wieland schrieb die von ihm diktierte Autobiographie „Dulons, des blinden Flötenspielers Leben und Meinungen, von ihm selbst bearbeitet“ nieder, die 1807/1808 in zwei Bänden bei Gessner in Zürich veröffentlicht wurde.
Dulon hinterließ eine Reihe eigener Werke, insbesondere Solo- und Duokompositionen für Flöte.